# Неделчо Матушев
Неделчо Матушев е български футболен треньор и бивш футболист. В кариерата си на футболист е бил |централен защитник.

## Кариера на треньор
Матушев е бивш треньор на Нефтохимик, Черноморец (Бургас), Несебър, Спартак (Варна) и Младежкия национален отбор на България. През август 2012 г. е назначен в украинския Карпати като асистент на треньора Николай Костов.